# 암스트롱 휘트워스 AW.660 아거시

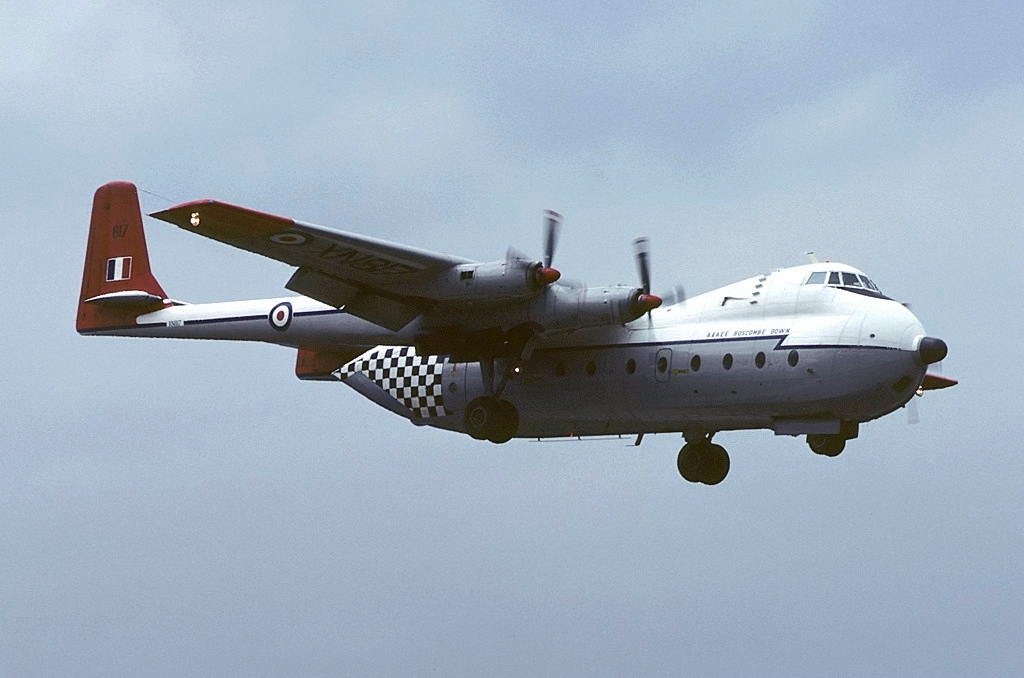
암스트롱 휘트워스 AW.660 아거시

암스트롱 휘트워스 AW.660 아거시(Armstrong Whitworth AW.660 Argosy, 암스트롱 휘트워스 아거시, Armstrong Whitworth AW.660 Argosy)는 영국의 전후 수송/화물 항공기였다. 항공 회사인 암스트롱 휘트워스 에어크래프트가 설계하고 생산한 최종 항공기였다. 내부 디자인 번호는 다르지만 AW.650 민간 모델과 AW.660 군용 모델은 대부분의 실용적인 목적을 위해 동일한 디자인이었고 두 모델 모두 "아거시" 이름도 공유했다.
아거시의 개발은 영국 항공부의 OR323(Operational Requirement 323)을 염두에 두고 설계된 쌍발 군용 수송기인 AW.66에서 시작되었다. 암스트롱 휘트워스는 AW.66에 대한 작업을 종료했지만 상업적으로 실행 가능한 것으로 판단되어 AW.65로 지정된 민간용 파생 디자인을 진행하기로 결정했다. AW.65는 4개의 롤스 로이스 다트(Rolls-Royce Dart) 터보프롭 엔진을 사용하도록 재설계되어 AW.650으로 재지정되었다. 1959년 1월 8일, 첫 번째 아거시가 이 유형의 처녀 비행을 실시했다. 1960년 12월에 이 유형은 연방항공국(FAA) 유형 인증을 받아 시리즈 100이라고 하는 초기 민간 버전이 전 세계 대부분의 지역에서 공무원이 될 수 있게 되었다.
영국의 군사 기획자들은 아거시에 관심을 갖고 AW.660으로 명명된 군용 변형에 대한 새로운 사양을 출시했다. 1961년 3월 4일에 처음 비행한 이 모델은 시리즈 100의 두 배의 범위를 특징으로 하며 주로 낙하산 부대 작전을 용이하게 하기 위한 대체 도어 배열이 특징이었다. 더욱이 영국유럽항공(BEA) 항공사의 요청으로 개선된 민간 기종인 시리즈 200이 도입되었다. 1964년 3월 11일에 처음 비행한 이 모델은 안전 장치 구조를 통합한 새로운 날개를 특징으로 하며 원래 날개보다 더 강하고 가벼워졌다. 아거시는 영국 왕립 공군(RAF)과 전 세계의 다양한 민간 사업자가 수년 동안 운영했다. 이 유형은 1978년에 RAF 서비스에서 철수되었으며 마지막 아거시는 1991년에 민간 작전에서 퇴역했다.

## 종류
- Armstrong Whitworth AW 650 Argosy (1959)
- Armstrong Whitworth AW 660 Argosy
- Hawker Siddeley Argosy E Mk 1
- Hawker Siddeley Argosy T Mk 2

## 사양

### 일반적 특성
- 승무원: 4명[1]
- 수용 능력: 병력 최대 69명, 낙하산 부대 54명[2], 들것 상자 48개 또는 화물 29,000lb(13,000kg)
- 길이: 26.44m(86피트 9인치)(전체 길이)
- 동체 길이: 19.69m(64피트 7인치)
- 날개 폭: 35.05m(115피트 0인치)
- 높이: 8.92m(29피트 3인치)
- 날개 면적: 1,458평방피트(135.5m2)
- 공차 중량: 56,000lb(25,401kg)
- 총 중량: 43,998kg(97,000lb)
- 최대 이륙 중량: 47,627kg(105,000lb)
- 연료 용량: 4,140imp gal(4,970US gal, 18,800L)
- 동력 장치: 4 × Rolls-Royce Dart RDa.8 Mk 101 터보프롭, 각 2,470 shp (1,840 kW) (ehp)
- 프로펠러: 4엽 날개 Rotol

### 성능
- 순항 속도: 253mph(407km/h, 220kn)
- 범위: 5,550km, 3,000nmi(3,450마일)
- 서비스 한도: 7,000m(23,000피트)

## 같이 보기
- 록히드 L-188 일렉트라